# Amerikai Szamoa a 2010. évi nyári ifjúsági olimpiai játékokon
Amerikai Szamoa a Szingapúrban megrendezett 2010. évi nyári ifjúsági olimpiai játékok egyik részt vevő nemzete volt. Sportolói 4 sportágban vettek részt: birkózás, súlyemelés, úszás, vitorlázás.

## Birkózás
Fiú
Szabadfogás
| Versenyző             | Versenyszám | Csoportkör                                                                                      | Hely. | Bronzmérkőzés                                     | Döntő             | Helyezés |
| Versenyző             | Versenyszám | Ellenfél Eredmény                                                                               | Hely. | Ellenfél Eredmény                                 | Ellenfél Eredmény | Helyezés |
| --------------------- | ----------- | ----------------------------------------------------------------------------------------------- | ----- | ------------------------------------------------- | ----------------- | -------- |
| Manuolefoaga Sualevai | 100 kg      | Ali Magomedabirov (AZE) · 0-2 Geno Petriashvili (GEO) · 0-6, 0-5 GOyunbold Enkhtugs (MGL) · 0-4 | 4.    | 7. helyért Andries Schutte (RSA) · 0-2 (0-2, 0-4) |                   | 8.       |

## Súlyemelés
Fiú
| Versenyző         | Versenyszám | Szakítás | Lökés | Összesen | Helyezés |
| ----------------- | ----------- | -------- | ----- | -------- | -------- |
| Saumaleato Fa'agu | 85 kg       | 95       | 115   | 210      | 7.       |

## Úszás
Fiú
| Versenyző        | Versenyszám         | Előfutam | Előfutam | Elődöntő | Elődöntő | Döntő   | Döntő    |
| Versenyző        | Versenyszám         | Idő      | Hely.    | Idő      | Hely.    | Idő     | Helyezés |
| ---------------- | ------------------- | -------- | -------- | -------- | -------- | ------- | -------- |
| Benjamin Gabbard | 200 m-es gyorsúszás | DNS      | DNS      |          |          | kiesett | kiesett  |
| Benjamin Gabbard | 200 m pillangó      | DNS      | DNS      |          |          | kiesett | kiesett  |

## Vitorlázás
Lány
| Versenyző        | Versenyszám                    | Futam | Futam | Futam | Futam | Futam | Futam | Futam | Futam | Futam | Futam | Futam | Futam | Pontszám | Helyezés |
| Versenyző        | Versenyszám                    | 1     | 2     | 3     | 4     | 5     | 6     | 7     | 8     | 9     | 10    | 11    | M*    | Pontszám | Helyezés |
| ---------------- | ------------------------------ | ----- | ----- | ----- | ----- | ----- | ----- | ----- | ----- | ----- | ----- | ----- | ----- | -------- | -------- |
| Tu'Iemanu Ripley | Egyszemélyes dinghy (Byte CII) | 30    | 31    | 27    | 31    | 27    | 29    | 27    | 27    | 25    | 22    | OSC   | 26    | 271      | 30       |

## Fordítás
Ez a szócikk részben vagy egészben  az   American Samoa at the 2010 Summer Youth Olympics című angol Wikipédia-szócikk fordításán alapul.  Az eredeti cikk szerkesztőit annak laptörténete sorolja fel. Ez a jelzés csupán a megfogalmazás eredetét és a szerzői jogokat jelzi, nem szolgál a cikkben szereplő információk forrásmegjelöléseként.